# Bohus György
Bohus György (Bohusch György, másik nevén Szenitzky) (Besztercebánya, 1687 – Késmárk, 1722. május 23.) evangélikus gimnáziumi igazgató.

## Élete
A Liptó vármegyei nemes Bohus család leszármazottja, apja városi szenátor volt.[forrás?]
Tanulmányait Késmárkon kezdte,[forrás?] majd a Besztercebánya evangélikus gimnáziumba, 1707-től pedig a Wittenbergi egyetemre járt.
Tanulmányait befejezve, Wittenbergből hazatérve geográfus, történész és tanító lett.[forrás?] Előbb Selmecbányán volt nevelő, később a Selmecbányai gimnázium konrektora, 1711-től a gimnázium rektora volt. A pestisjárvány megszünte után a késmárki evangélikus gimnáziumban lett rektor és helyi pap.

## Művei
- Magnum nomen… Caroli sexti… jacitum hoc panegyrico coluit. H. n., 1713.

Megírta Szepes vármegye történetét, melyet Bél utóbb Antiquae et novae Hungariae Prodromus-ában felhasznált. Késmárk városának történetét kéziratban hagyta hátra, melyet Wagner Analecta Scepusii c. munkájában használt fel.